# Siófok (district)
Het District Siófok (Siófoki járás) is een district (Hongaars: járás) in het Hongaarse comitaat Somogy. De hoofdstad is Siófok. Het district bestaat uit  stad (Hongaars: város) en  gemeenten (Hongaars: község).

## Plaatsen
- Ádánd
- Balatonendréd
- Balatonföldvár
- Balatonszabadi
- Balatonszemes
- Balatonszárszó
- Balatonvilágos
- Balatonőszöd
- Bálványos
- Kereki
- Kötcse
- Kőröshegy
- Nagyberény
- Nagycsepely
- Nyim
- Pusztaszemes
- Siófok
- Siójut
- Som
- Szántód
- Szólád
- Ságvár
- Teleki
- Zamárdi